# Muzej Međimurja Čakovec
Muzej Međimurja Čakovec zavičajni je muzej, koji je osnovala Međimurska županija.

## Povijest
Muzej Međimurja osnovan je 1954. godine kao Gradski muzej. Danas je to muzej zavičajnog tipa s regionalnim djelokrugom. Stari grad Zrinskih u kojem je on smješten predstavlja spomenik kulture od nacionalne vrijednosti i značaja. Muzej je nadležan za područje Međimurske županije.
Muzej je nakon osnivanja najprije bio smješten u prostorima vanjske utvrde Starog grada Čakovca, a kasnije je premješten u unutrašnju palaču. Stalni muzejski postav otvoren je 1955. godine i tijekom godina je stalno proširivan i obogaćivan, tako da danas obuhvaća oko 5.000 četvornih metara. 

## Djelatnost
Djelatnost muzeja definirana je zakonskom legislativom vezanom uz muzeje. Muzej radi na sustavnom prikupljanju, čuvanju, restauriranju, konzerviranju, prezentaciji te trajnoj zaštiti muzejske građe s područja nadležnosti muzeja. Uz to, on daje i niz stručnih usluga iz svoje domene. 

## Građa
Muzejska građa vezana je prvenstveno za područje Međimurja. Muzej ima pet odjela: arheološki, etnografski, kulturno-povijesni, povijesni te likovnu galeriju. Važan segment galerijskog odjela je Memorijalna zbirka Ladislava Kralja Međimurca (1891. – 1976.). Muzejski fond sadrži 25.835 eksponata od regionalnog, pa i nacionalnog značaja, smještenih u ukupno 51 zbirki, uključujući lapidarij, koji se nalazi u atriju unutrašnje palače Starog grada. 
U ustanovi se provodi digitalizacija primarne i sekundarne građe po muzejskim odjelima.
Unutar odjela djeluju sljedeće zbirke: 
Arheološki odjel: 
1. Numizmatička zbirka
2. Zbirka antičke građe
3. Zbirka paleontološke građe
4. Zbirka pavlinskog samostana u Šenkovcu
5. Zbirka prapovijesne građe
6. Zbirka srednjovjekovne građe
7. Zbirka Stari grad Čakovec

Povijesni odjel: 
1. Arhivska i memoarska zbirka
2. Diplomatička zbirka
3. Zbirka Joža Horvat
4. Memorijalna zbirka Karlo Mrazović Gašpar
5. Zbirka medalja, odlikovanja i plaketa
6. Zbirka Međimurje u Domovinskom ratu
7. Zbirka narodne revolucije
8. Zbirka oružja i opreme
9. Zbirka razglednica i novina
10. Zbirka Sport u Međimurju
11. Zbirka Školstvo u Međimurju

Kulturno-povijesni odjel: 
1. Memorijalna zbirka Slavenski
2. Sakralna zbirka
3. Zbirka cehalija
4. Zbirka fotografija, negativa i fotografskog pribora
5. Zbirka industrijskih predmeta i metala
6. Zbirka medicine i ljekarništva
7. Zbirka namještaja, ogledala, rasvjete i satova
8. Zbirka posuđa
9. Zbirka slikarstva, skulpture i kamenih spomenika
10. Zbirka tekstila, mode, nakita i osobnog pribora
11. Zbirka tiskane građe i dokumenata
12. Zbirka vatrogastva

Etnografski odjel: 
1. Zbirka narodnih nošnji i uporabnog tekstila
2. Zbirka predmeta vezanih za izradu tekstila
3. Zbirka predmeta vezanih za običaje i obrede
4. Zbirka seoskih igračaka i školskog pribora
5. Zbirka seoskih obrta i rukotvorstva
6. Zbirka seoskog gospodarstva
7. Zbirka seoskog kućanstva
8. Zbirka međimurskog folklornog stvaralaštva

Likovna galerija: 
1. Memorijalna zbirka Ladislava Kralja Međimurca
2. Zbirka Angele Bek
3. Zbrika hrvatske umjetnosti 20. i 21. stoljeća
4. Zbirka likovnih umjetnika Međimurja
5. Zbirka Luje Bezeredija
6. Zbirka Marije Zidarić
7. Zbirka Pavla Vamplina
8. Zbirka plakata
9. Zbirka Priske Kulčar
10. Zbirka Slobodana Simića
11. Zbirka varia LG

## Usluge
Muzej Međimurja pruža usluge stručne pomoći iz područja djelatnosti muzeja, organizira održavanje predavanja, vršenje stručnog vodstva, pružanje usluge informiranja vezano uz aktivnosti, organiziranje specijaliziranih izložbi, objavljivanje stručnih publikacija i drugo.

## Galerija
| Ulaz u glavnu zgradu Muzeja Međimurja | Svečanost otvorenja Noći muzeja u Čakovcu | Jedna od izložbenih dvorana | Izložbene vitrine u predvorju | Lapidarij u atriju palače Starog grada | Izložbena vitrina u etnografskom odjelu |

| Pokali teniske legende Franje Punčeca | Zgrada u kojoj je smještena memorijalna zbirka slikara Ladislava Kralja Međimurca | Pano s prikazom veza Europe s Hrvatskom, Međimurjem i obitelji knezova Zrinski | Izložak vojnika zvanog pikenir (dugokopljanik) (16-17. stolječe) |

## Vanjske poveznice
- Muzej Međimurja Čakovec - službene stranice
- Muzeji Hrvatske na internetu, Muzej Međimurja Čakovec  Arhivirana inačica izvorne stranice od 27. ožujka 2009. (Wayback Machine)